# Gianni Zanasi
Gianni Zanasi (Vignola, 6 de agosto de 1965) é um cineasta italiano.